# Takfarinas
Takfarinas spesso abbreviato in Tak, (nome d'arte ispirato all'omonimo personaggio dell'antichità), pseudonimo di Ahsen Zermani (Tixeraïn, 25 febbraio 1958), è un cantante berbero algerino, nato a Tixeraïn, a poca distanza da Algeri.
Egli appartiene alla quarta generazione di una famiglia di musicisti berberi: già il bisnonno Mhand Izemrakène era famoso in Cabilia, e musicisti erano pure il padre e il nonno. Intorno ai sei anni di età si fabbrica, con l'aiuto dei vicini, una chitarra fatta con una latta d'olio d'automobile, un'asse di legno e i fili dei freni di una bici.
Ben presto è attratto dagli artisti del mondo della canzone cittadina tra cui Elhadj M'hamed el Anka, il maestro cabilo dello chaabi di Algeri, Cheikh El Hasnaoui il cantore dell'amore, Slimane Azem il poeta favolista, Ahmed Saber l'"enfant terrible" dell'ovest dell'Algeria. 
A sedici anni, ottiene un primo premio alla radio algerina (“Chaîne 2”), e riceve una chitarra vera dalle mani del padre, che lo incoraggia a realizzare la sua passione artistica.
Registra il suo primo album in Francia nel 1979. Nel 1981 forma il gruppo Agraw insieme a Boujema Semaouni. Il gruppo durerà alcuni anni, ma successivamente ognumo dei due artisti prosegue da solo la propria attività artistica.
Nel 1986 il suo album doppio Wa i telha ("Quanto è bella") e Arrach ("I ragazzi") vende quasi due milioni di copie. 
Nel 1994 il suo album Yebbwa rrumman ("La melagrana matura") si classifica al 4º posto nella hit parade dei World Music Europe Charts.
Dopo Yebbwa rrumman (1994) e Salamet (1996), Tak ritorna alla grande con il suo album più celebre, Zaama zaama, sicuramente il più riuscito. In questo album è accompagnato da diversi musicisti del gruppo Sixun tra cui Michel Alibo, Louis Winsberg, Karim Ziad.
Il suo successo commerciale, i suoi concerti accompagnati da una troupe di danza femminile moderna e i suoi show televisivi ne fanno una star e attirano un pubblico numeroso negli stadi. È uno dei rari cantanti cabili le cui canzoni vengano adattate in arabo da altri.
Come la maggior parte degli artisti cabili, anche Tak è un cantante impegnato. Il suo repertorio affronta temi come la crisi economica, il malessere della gioventù algerina, risultato della cattiva gestione del paese negli ultimi decenni. Tak canta anche l'amore, con molta franchezza e talento.
Takfarinas suona magistralmente una mandola elettrica a mezza cassa con un doppio manico che permette una sonorità a due colori: maschile e femminile, caratteristica della musica tradizionale berbera.
La sua voce dal timbro caratteristico ed un ampio registro gli permette di imporre il suo stile personale e di esplorare molteplici sfaccettature della creatività musicale. Nella sua musica, Tak affianca alle musiche tradizionali cabile elementi di “cante jondo” algerinizzato, trasposizioni di ottava caratteristiche del gospel afroamericano, citazioni parlato-cantato su due note, ecc. Questa sorta di mix di musica tradizionale, funk, rap, reggae e chaabi è stata da lui denominata musica Yal (yal significa “tutto” in cabilo; ma soprattutto yal è una sillaba ritmica vocalizzata, molto presente nel canto cabilo antico e moderno).